# Jimmy Somerville

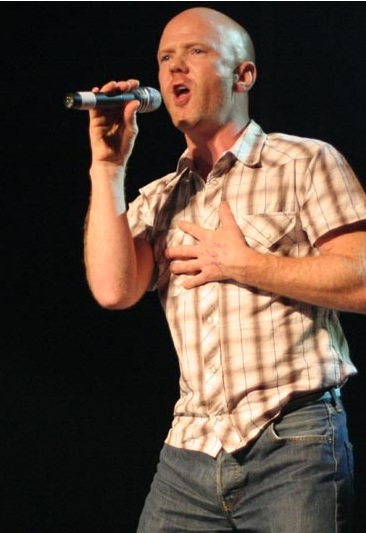
Jimmy Somerville in Warschau in 2006

James William (Jimmy) Somerville (Glasgow, 22 juni 1961) is een Schotse popzanger en songwriter.
Somerville werd bekend in de jaren tachtig met de popgroep Bronski Beat. Hij is vooral bekend om zijn krachtige en soulvolle contratenor en kopstem. Hij is openlijk homo; veel van zijn liedjes, zoals Smalltown Boy, bevatten politiek commentaar op homogerelateerde kwesties. De debuutsingle Smalltown Boy scoorde hoog in de Europese hitlijsten. Na deze single behaalde de band nog diverse hits in vele landen.
Na de Bronski Beat-periode richtte Somerville samen met zijn goede vriend Richard Coles de band The Communards op. Daarnaast had hij ook een succesvolle solocarrière. Hij had solo nog hits met onder andere Comment te dire adieu?, To Love Somebody, Mighty Real en Heartbeat.

## Single Top 40
| Single met eventuele hitnotering(en) in de Nederlandse Top 40 | Datum van verschijnen | Datum van binnenkomst | Hoogste positie | Aantal weken | Opmerkingen             |
| ------------------------------------------------------------- | --------------------- | --------------------- | --------------- | ------------ | ----------------------- |
| Comment te dire adieu?                                        | 11 november 1989      | 1989                  | 30              | 4            | met June Miles Kingston |
| Mighty Real                                                   |                       | 1990                  | tip8            | -            |                         |
| To Love Somebody                                              | 22 december 1990      | 1991                  | 6               | 10           |                         |
| Smalltown Boy ('91 Remix)                                     |                       | 1991                  | tip17           | -            | met Bronski Beat        |

## Discografie

### Soloalbums
- Read My Lips (1989)
- Dare to Love (1995)
- Manage the Damage (1999)
- Home Again (2004)
- Suddenly Last Summer (2009)
- Homage (2015)
- Live and Acoustic at Stella Polaris (2016)
- Home Again (2020)

### Met Bronski Beat
- The Age of Consent (1984)

### Met The Communards
- Communards (1986)
- Red (1987)